# Катеб, Реда
Реда Катеб (фр. Reda Kateb, араб. رضا كاتب‎; род. 27 июля 1977, Иври-сюр-Сен, Франция) — французский актёр алжирского происхождения. Лауреат премии «Сезар» 2015 года .

## Биография и карьера
Реда Катеб родился 27 июля 1977 года в Иври-сюр-Сен, департемент Валь-де-Марн во Франции. Его отец — Малек-Эддин Катеб — алжирский театральный и киноактер, эмигрировал во Францию. Мать — медсестра с чешскими и итальянскими корнями.
Реда Катеб — внучатый племянник поэта и писателя Катеба Ясина и алжирского театрального актёра Мустафы Катеба.
Впервые Реда Катеб вышел на театральную сцену в восьмилетнем возрасте, играл как в классических постановках, так и в современных пьесах.
В 2008 году снялся в небольшой роли в сериале «Спираль», где был замечен известным режиссёром Жаком Одиаром, который предложил ему роль в своем новом фильме «Пророк», где Катеб исполнил заметную роль второго плана. Затем были съёмки в фильме Леа Фенер «Нам бы только день простоять...», где работа Реды Катеба получила одобрительные отзывы критиков. В 2010 году сменил амплуа, снявшись в комедии «Босиком по слизнякам» вместе с Дайан Крюгер и Людивин Сенье.
В 2013 году реда Катеб исполнил роль террориста, у которого ЦРУ вырывает информацию об Аль-Каиде в фильме «Цель номер один» режиссёра Кэтрин Бигелоу. Вообще в этом году актёр снялся в 7 полнометражных художественных фильмах как во Франции, так и в США, включая триллер Парижский отсчёт.
В 2014 году Реда Катеб исполнил одну из главных ролей в фильме Томаса Лилти «Гиппократ», где партнерами актёра по съёмочной площадке были Венсан Лакост и Жак Гемблин. За работу в этом фильма Реда Катеб получил в 2015 году премию «Сезар» за лучшую мужскую роль второго плана и Приз Патрика Девара.
В 2015 году дебютировал как режиссёр короткометражной лентой «Pitchoune», которая была представлена в двухнедельный секции режиссёров 68-го Каннского кинофестиваля.
С января 2014 года Реда Катеб является кавалером французского Ордена искусств и литературы.

## Признание

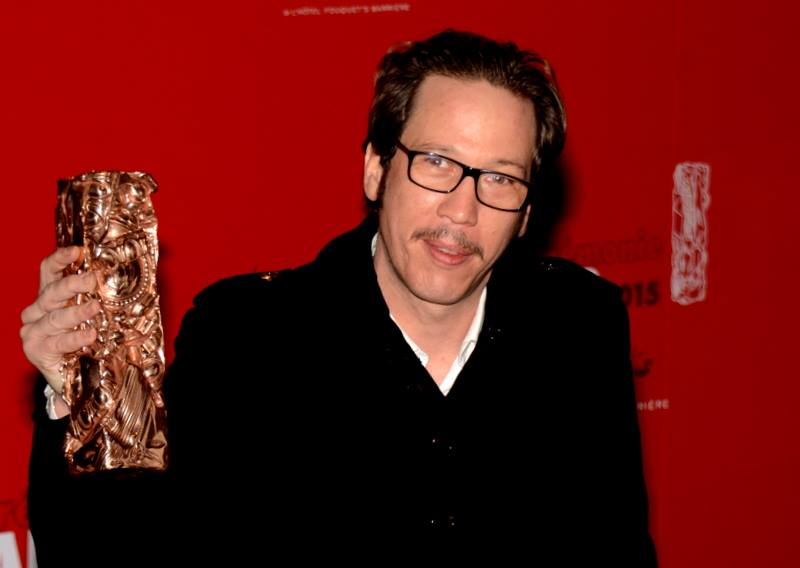
Реда Катеб на вручении Сезара в 2015 г.

| Год                                          | Категория                     | Фильм               | Результат |
| -------------------------------------------- | ----------------------------- | ------------------- | --------- |
| Кинофестиваль франкоязычных фильмов в Намюре |                               |                     |           |
| 2015                                         | Золотой Байярд лучшему актёру | Северный вокзал     |           |
| 2015                                         | Лучший актёр второго плана    | Гиппократ           |           |
| Хрустальный глобус                           |                               |                     |           |
| 2015                                         | Лучший актёр                  | Гиппократ           |           |
| 2015                                         | Приз Патрика Девара           | Приз Патрика Девара |           |